# Клини (Савона)
Клини је насеље у Италији у округу Савона, региону Лигурија.
Према процени из 2011. у насељу је живело 14 становника. Насеље се налази на надморској висини од 607 м.